# John J. Pershing
John J. Pershing   (Laclede, 13 de setembre de 1860 - Washington DC, 15 de juliol de 1948) va ser un militar estatunidenc de l'Exèrcit dels Estats Units que va conduir les Forces Expedicionàries Americanes (FEA) en la Primera Guerra Mundial entre 1917 i 1918. Pershing va rebutjar les peticions britàniques i francesos perquè les forces americanes estiguessin integrades en els seus exèrcits, i va insistir que les FEA operessin com unitat única sota el seu comandament, tot i que algunes divisions van lluitar sota el lideratge britànic; algunes de les seves tropes de reserva es van unir a l'exèrcit francès. Els primers combats amb la intervenció de les forces estatunidenques, van tenir lloc a Cantigny, Chateau-Thierry, Belleau i Soissons. Per accelerar l'arribada de les tropes americanes, els soldats van partir cap a França, deixant l'equipament pesat per més endavant, i van utilitzar els tancs, artilleria, aeronaus i municions dels britànics i dels francesos. El setembre de 1918, a Saint Mihiel, el Primer Exèrcit estava sota les ordres directes de Pershing; el seu exèrcit va conquerir el sortint que estava sota control dels alemanys feia tres anys. Pershing va mobilitzar 600.000 homes per combatre una forta defensa en els boscos d'Argonne, mantenint les seves divisions en combat durant 47 dies, juntament amb els francesos. Aquella victòria va ser un de molts factors que duria els alemanys a demanar un armistici, tot i que Pershing volia continuar la guerra.
Pershing és l'únic estatunidenc que va ser promogut a General dels Exèrcits, durant la seva vida. Va servir d'exemple a una generació de generals que van comandar els Estats Units a Europa durant la Segona Guerra Mundial, incloent-hi George Marshall, Dwight D. Eisenhower, Omar Bradley i George S. Patton. Algunes de les seves tàctiques van ser criticades per altres comandants contemporanis i per historiadors actuals. La seva insistència en assalts frontals, molt després que altres exèrcits aliats haguessin ja abandonat aquesta tàctica, ha estat apuntada com causadora de baixes americanes innecessàries.
Les seves memòries My Experiences in the World War de 1932, li van valer el Premi Pulitzer d'Història.